# Vandalština
Vandalština byla východogermánský jazyk kmene Vandalů, pravděpodobně příbuzný s gótštinou. O vandalštině je známo jen velmi málo, určité stopy však zanechala na andaluském dialektu španělštiny. V latinském textu z roku 390 se vyskytuje vandalská věta: „eils [...] scapia matzia ia drincan!“ (gótsky „hails! skapjam matjan jah drigkan!“; česky „Ať žije! Jezme a pijme!“). Zánik vandalštiny nejspíše koreluje s dobytím severoafrického Vandalského království Byzantskou říší ve 30. letech 6. století.

## Příklady

### Číslovky
| Vandalsky   | Česky |
| einz / eins | jeden |
| twei        | dva   |
| treis       | tři   |
| fidwur      | čtyři |
| fimf        | pět   |
| sehs        | šest  |
| sibun       | sedm  |
| ahto        | osm   |
| niun        | devět |
| teihun      | deset |

## Vzorový text
Ia qatsa Aggius du teim irdjam ana tamma akra
Irdjus sei gaborans ist imma daga Xristuz in bitlaem
Sei sa ist teudanz iminis ia teudanz teudani
la tei irdjus gaselwun jeinar ari iminis
ia osidedun tis arjis leutarians in iminam